# Akram Ojjeh
Akram Ojjeh é um empresário saudita, dono de parte da TAG (Techniques d'Avant Garde).